# أكيهيكو سايتو
أكيهيكو سايتو (باليابانية: 斎藤昭彦) هو عسكري ياباني، ولد في 5 يناير 1961 في طوكيو في اليابان، وتوفي في 11 مايو 2005 في العراق.